# Варезе
Варе́зе (итал. Varese [vaˈreːze], [vaˈreːse], ломб. Varés, местн. Varès, лат. Baretium, Varetium, Varisium) — город в итальянской области Ломбардия, административный центр одноимённой провинции. Расположен на самом севере Италии, к северо-западу от Милана, у швейцарской границы, в нескольких километрах от озера Варезе.
Покровителем города почитается святой Виктор Мавр, празднование 8 мая.

## История
Известен с 922 года. В Средние века судьба Варезе тесно переплеталась с политикой Генуэзской республики. В XI—XII веках эта область Инсубрии была владением графов Лаванья, от которых произошли соперничавшие друг с другом семейства Фиески и Пинелли. В 1386 году Варезе выкупил у рода Фиески генуэзский правитель Антониотто Адорно. В XV—XVI веках властители Варезе принадлежали к роду Лауди.
В 1766 году императрица Мария Терезия передала город в пожизненное владение Франческо III д’Эсте. В Варезской битве 1859 года Гарибальди победил австрийские войска. По окончании Рисорджименто город стал, по выражению П. Муратова, «излюбленным местом летнего отдыха светской Италии». Город был сильно перестроен при Муссолини.

## Достопримечательности
К числу примечательных по архитектуре зданий принадлежат:
- Базилика Сан-Витторе (1580—1615) с барочной колокольней и полотнами ломбардских художников.
- дворец-вилла Франческо д’Эсте с живописным парком (1766—1772).

Под охраной ЮНЕСКО находятся горные часовни XVII века в окрестностях Варезе, привлекающие к себе множество католиков-пилигримов.

## Экономика
До Второй мировой войны в городе было развито шелководство, виноделие; бумажная и кожевенная промышленность; ряд предприятий города и ныне специализируются на производстве обуви.
Развит туризм.

## Города-побратимы
- Роман-сюр-Изер, Франция
- Тунлин, КНР
- Алба-Юлия, Румыния